# Eleccions al Parlament Europeu de 1989 (Grècia)
Les eleccions al Parlament Europeu de 1989 a Grècia van ser les eleccions celebrades el 15 de juny per a escollir als 24 eurodiputats grecs per a la III legislatura del Parlament Europeu. Fou la tercera vegada que Grècia votava a les eleccions europees i es van realitzar en simultani a les eleccions legislatives.
Les eleccions van superar el 80% de participació, 2,86 punts inferiors a les eleccions de 1981, i van ser guanyades pel conservador Nova Democràcia.

## Context
Abans de les eleccions europees i legislatives, les forces comunistes i socialistes de Grècia van unir les dues forces més grans de l'esquerra grega: el Partit Comunista de Grècia i l'escissió eurocomunista del Partit Comunista de Grècia (Interior), dissolt al 1987, Esquerra Grega. Els contactes entre ambdós partits van començar amb el 12è congrés del KKE i van acabar amb el naixement de Synaspismós (Coalició), on també es van sumar l'Esquerra Democràtica Unida i el Partit del Socialisme Democràtic, així com a personalitats del Moviment Socialista Panhel·lènic i de la Unió del Centre Democràtic.

## Resultats
El conservador Nova Democràcia va aconseguir guanyar les eleccions amb 2.659.435 vots i 10 eurodiputats enfront dels 2.366.460 vots i 9 escons del Moviment Socialista Panhel·lènic. La Coalició va aconseguir 941.913 vots i va mantenir els 4 escons del Partit Comunista de Grècia i el Partit Comunista de Grècia (Interior) a les anteriors eleccions. El nou partit conservador liberal Renovació Democràtica va aconseguir entrar al Parlament Europeu.
| Candidatura                                                                                      | Facció europea        | Sufragis  | Sufragis | Escons | Escons   |
| Candidatura                                                                                      | Facció europea        | Vots      | %        | Dip.   | Dif.     |
| ------------------------------------------------------------------------------------------------ | --------------------- | --------- | -------- | ------ | -------- |
| Nova Democràcia (ND)                                                                             | PPE                   | 2.659.435 | 40,41%   | 10     | ▲1       |
| Moviment Socialista Panhel·lènic (PASOK)                                                         | UPSCE                 | 2.366.460 | 35,96%   | 9      | ▼1       |
| Coalició                                                                                         |                       | 941.913   | 14,31%   | 4      | Es manté |
| Renovació Democràtica (DIANA)                                                                    |                       | 89.811    | 1,36%    | 1      |          |
| Unió Política Nacional                                                                           |                       | 77.095    | 1,16%    |        | ▼1       |
| Ecologistes Alternatius                                                                          |                       | 72.826    | 1,11%    |        |          |
| Moviment Ecologista Democràtic                                                                   |                       | 69.429    | 1,05%    |        |          |
| Partit Socialista Grec                                                                           |                       | 43.654    | 0,66%    |        |          |
| KKE Interior - Esquerra Renovada                                                                 |                       | 41.790    | 0,63%    |        |          |
| Moviment Radical Grec                                                                            |                       | 40.816    | 0,62%    |        |          |
| Moviment Ecologista–Renovació Política                                                           |                       | 27.786    | 0,42%    |        |          |
| Democràcia Cristiana                                                                             |                       | 27.208    | 0,41%    |        |          |
| Partit Liberal                                                                                   |                       | 26.181    | 0,40%    |        |          |
| Democràcia Directa                                                                               |                       | 25.170    | 0,38%    |        |          |
| Unió del Centre Democràtic                                                                       |                       | 18.399    | 0,28%    |        |          |
| Moviment Nacionalista Unit                                                                       |                       | 15.555    | 0,24%    |        |          |
| Nous Polítics                                                                                    |                       | 11.562    | 0,18%    |        |          |
| Moviment Econòmic Europeu                                                                        |                       | 8.275     | 0,13%    |        |          |
| Moviment Polític Revolucionari Autònom                                                           |                       | 7.273     | 0,11%    |        |          |
| EPEKE                                                                                            |                       | 6.948     | 0,11%    |        |          |
| Partit dels Lluitadors Nacionals                                                                 |                       | 3.655     | 0,06%    |        |          |
| Vots a candidatures                                                                              | Vots a candidatures   | 6.581.669 | 98,16%   | 24     | Es manté |
| Vots nuls o no vàlids                                                                            | Vots nuls o no vàlids | 104.891   | 1,56%    | Ikaria | Ikaria   |
| Vots en blanc                                                                                    | Vots en blanc         | 18.620    | 0,28%    | Ikaria | Ikaria   |
| Vots emesos                                                                                      | Vots emesos           | 6.705.180 | 80,03%   | Ikaria | Ikaria   |
| Cens total                                                                                       | Cens total            | 8.377.904 |          | Ikaria | Ikaria   |
| - Els resultats de Coalició son en comparació a la suma de KKE i KKE-I a les darreres eleccions. |                       |           |          |        |          |